# 모던판소리공작소 촘촘
모던판소리공작소 촘촘은 2021년 정규 앨범 《도시유람》으로 정식 데뷔한 대한민국의 국악 밴드다.

## 방송
- 풍류대장 - 힙한 소리꾼들의 전쟁 (2021) - Top12(9위)

## 음반
- 도시유람 (2021)
- 풍류대장 - 힙한 소리꾼들의 전쟁 Episode.3 (2021)
- 풍류대장 - 힙한 소리꾼들의 전쟁 Episode.6 (2021)
- 풍류대장 - 힙한 소리꾼들의 전쟁 Episode.9 (2021)

## 공연
- 소리를 보듬다 두번째 마당 (2019)
- 청춘가 (2020)

## 수상
- 전주세계소리축제 소리프론티어 KB소리상 (2018)